# BMP-1
BMP-1 je borbeno vozilo pješaštva bivšeg SSSR-a. BMP-1 je prvo serijsko vozilo namijenjeno prijevozu i potpori pješadiji. Bio je to revolucionarni dizajn, kombiniran svojstvima oklopnog transportera i tenka. Vozilo je dizajnirano da obrani pješaštvo od nuklearnog, kemijskog i biološkog oružja. Nezaštićeno pješaštvo bi u takvim uvjetima ratovanja bilo ubijeno. Vozilo kao BMP je omogućilo da se pješaštvo bori uz tenkove. Također se povećala mobilnost ljudi koji su mogli biti lakše dopremljeni na bojište. BMP-1 se još uvijek koristi u nekim zemljama. 

## Povijest
Zahtjev za izradu prototipa je dan između 1959. i 1960. godine. Ispitivalo se da li bi BMP trebao biti na kotačima ili na gusjenicama. 
Kao prototip za daljnji razvoj uzet je tzv. "Projekt 764". Imao je motor sprijeda što je olakšalo ulazak u vozilo sa stražnje strane i popravak motora ako je potrebno. Zahvaljujući slabom oklopu i maloj masi vozila, imao je dobra amfibijska svojstva. Novo vozilo 1965. godine nazvano je BMP. Malo serijska proizvodnja počela je 1966. u Čeljabinsku. Ispravljene su greške između 1966. i 1970. i napravljen je prototip nazvan „Projekt 765“. Serijska proizvodnja Projekta 765 (NATO: BMP-1 model 1970) je započela 1973. godine. Do je proizvedeno oko 20000 vozila svih inačica BMP-1.

## Naoružanje
Glavno naoružanje BMP-1 je 73 mm 2A28 “Grom“ glatkocijevni top, kratkog trzaja i s automatskim punjačem s 40 granata što je bilo vrlo suvremeno u to vrijeme. Granate u punjaču bile su okomito postavljene i nalazile su se u dvostrukom prstenu oko kupole. 
Teoretska brzina paljbe je bila 8 granata u minuti, no u praksi je rijetko prelazi dvije granate u minuti. To je nedovoljno za učinkovitu borbu. Top rabi krilcima stabiliziranu kumulativno-razornu granatu PG-9 najvećeg dometa 1300 metara i probojnosti do 300 mm čeličnog oklopa. Noću je maksimalni domet smanjen na 400 metara zbog lošeg noćnog sustava.  Početna brzina projektila granate je 440 m/s, a nakon izlaska iz cijevi aktivira se raketni motor koji ubrzava do 700 m/s. Zbog male mase i brzine projektil bi po udaru bočnog vjetra skrenuo, što je smanjivalo preciznost. Sve u svemu top od 73 mm nije bio od neke koristi u borbi. 
Zajedno s topom postavljena je strojnica 7.62 mm. Borbeni komplet iznosi 2000 metaka, a brzina paljbe je od 200 do 250 metaka u minuti. Na krov kupole postavljen je lanser za protuoklopnu laserski vođenu raketu 9M14 Maljutka (NATO: AT-3 Sagger), koja ima domet do 3000 metara i probojnost 400 mm ili više (ovisno o inačici). Prve inačice su se vodile ručno, dok su kasnije dobile poluautomatski sustav vođenja. Kasnijim promjenama umjesto Maljutke postavljena je raketa 9K113 Konkurs koja ima veći domet i veću probojnost.

## Oklop
Trup i kupola BMP-1 napravljeni su od zavarenih čeličnih ploča najveće debljine 20 mm. Ovaj oklop ne pruža nikakvu zaštitu protiv protuoklopnog oružja, a slaba je obrana i od 12,7 mm teških strojnica. Razina oklopne zaštite može se povećati dodavanjem eksplozivno-reaktivnog oklopa.

## Pokretljivost
U BMP-1 je ugrađen šestcilindrični vodom hlađeni Dieselov motor UTV-20 snage 300 KS (224 kW) pri 2000 okretaja u minuti. Motor je smješten u prednjem lijevom dijelu oklopnog tenka. Maksimalna brzina na cesti mu je 65 km/h. Maksimalna količina goriva u spremnicima je 462 litre. Domet mu je 600 km. BMP-1 može savladati 0,7 metara visoke okomite prepreke i prijeći preko 2,5 metara širokog rova. Savladava uspon od 35°. BMP-1 ima amfibijska svojstva, što mu omogućuje da prelazi vodene zapreke uz masksimalnu brzinu od 7 do 8 km/h. U vodi se pokreće s gusjenicama.

## Modernizacija
Sredinom 1970-ih, nakon Jomkipurskog rata, Angolskog građanskog rata i Vijetnamskog rata, napravljen je program modernizacije čiji je rezultat inačice BMP-1P. Glavne izmjene su zamjena lansera raketa Maljutki s lanserom raketa 9K113 Konkur koji ima veći domet i probojnost. Da bi se raketa zamijenila, topnik se morao izložiti neprijateljskoj vatri, što je u većini slučajeva rezultiralo pogibijom. Poboljšan je i protupožarni sustav, što je smanjilo 
mogućnost eksplozije streljiva. BMP-1P je zamijenio BMP-1 1979. godine.
BMP-1PG je poboljšani BMP-1P. Dodan je automatski 30 mm AGS-17 bacač granata koji je postavljen lijevo od topa. Borbeni komplet je 290 granata. Neki BMP-1 su dodatno naoružani bacačem granata za vrijeme većih popravka na vozilu.
BMP-1D je napravljen 1982. za sovjetske postrojbe u Afganistanu. Dodan je 5 mm deblji oklop. Ova inačica bila je naoružana s dodatnim 30 mm automatskim topom. Zahvaljujući iskustvima u Afganistanu, razvijen je novi BMP-2.

## Povijest ratnih sukoba
- 1973        Jomkipurski rat
- 1975 - 2002 Angolski građanski rat
- 1979 - 1988 Sovjetsko-afganistanski rat
- 1980 - 1988 Iračko-iranski rat
- 1982 - 1983 Libanonski građanski rat
- 1983 -      Šri Lankin građanski rat
- 1978 – 1987 Čadsko-libijski rat
- 1988 - 1993 Gruzijski građanski rat
- 1990 - 1991 Zaljevski rat
- 1994        Jemenski građanski rat
- 1994 - 1996 Prvi čečenski rat
- 1999 -      Drugi čečenski rat
- 2001 -      Rat u Afganistanu (2001.)
- 2003 -      Rat u Iraku 2003.

## Korisnici
- Abhazija – 80 BMP-1 i BMP-2
- Afganistan – 550 BMP-1 i BMP-2 poslije povlačenja rusa 1992., kupljeno još 60 2002. godine
- Albanija – oko 17 BMP-1 koji su kupljeni od Istočne Njemačke
- Alžir – 684 BMP-1 1995. godine. Potpisala ugovor s Rusijom o moderniziranju 400 BMP-1, 2006. godine.
- Angola – 219 BMP-1 kupljeno 1993.,  još 65 dovedeno 1998.
- Armenija – 187 BMP-1 (uključujući BRM-1), 2006. godine
- Azerbajdžan – 82 BMP-1 (uključujući BMR-1), 2006.
- Bjelorusija – 109 BMP-1, 2005.
- Bugarska – 80 BMP-1P
- Češka - 207 BVP-1
- DR Kongo – 20
- Egipat – manje od 200
- Eritreja - 20
- Etiopija - 20
- Grčka - 377 BMP-1A1
- Irak - 434 (većina uništena u ratu)
- Iran - oko 210
- Izrael
- Kambodža – 10
- Kazahstan - 208
- NR Kina - oko 1000 Tip 86 (kineska inačica BMP-1)
- Kirgistan - 120
- Kuba - 400
- Libija - manje od 750
- Maroko - 50
- Mongolija - 310
- Moldavija - 210 BMP-1 i BMP-2
- Mjanmar - više od 50
- Mozambik - 40
- Mađarska - 487
- Poljska - 1298 BWP-1 (poljska inačica)
- Rumunjska
- Rusija - 1543 u aktivnoj službi, 9057 u rezervi
- Sjeverna Koreja - 200
- Slovačka -
- Sirija - preko 2000
- Šri Lanka - 12
- Tadžikistan - 11
- Turkmenistan - 156
- Ukrajina - oko 1000
- Urugvaj - 13
- Uzbekistan - 180
- Vijetnam - manje od 400

## Vanjske poveznice
- http://www.fas.org/man/dod-101/sys/land/row/bmp-1.htm
- http://www.militaryfactory.com/armor/detail.asp?armor_id=49
- http://www.historyofwar.org/articles/weapons_bmp1.html